# Massimo d’Azeglio

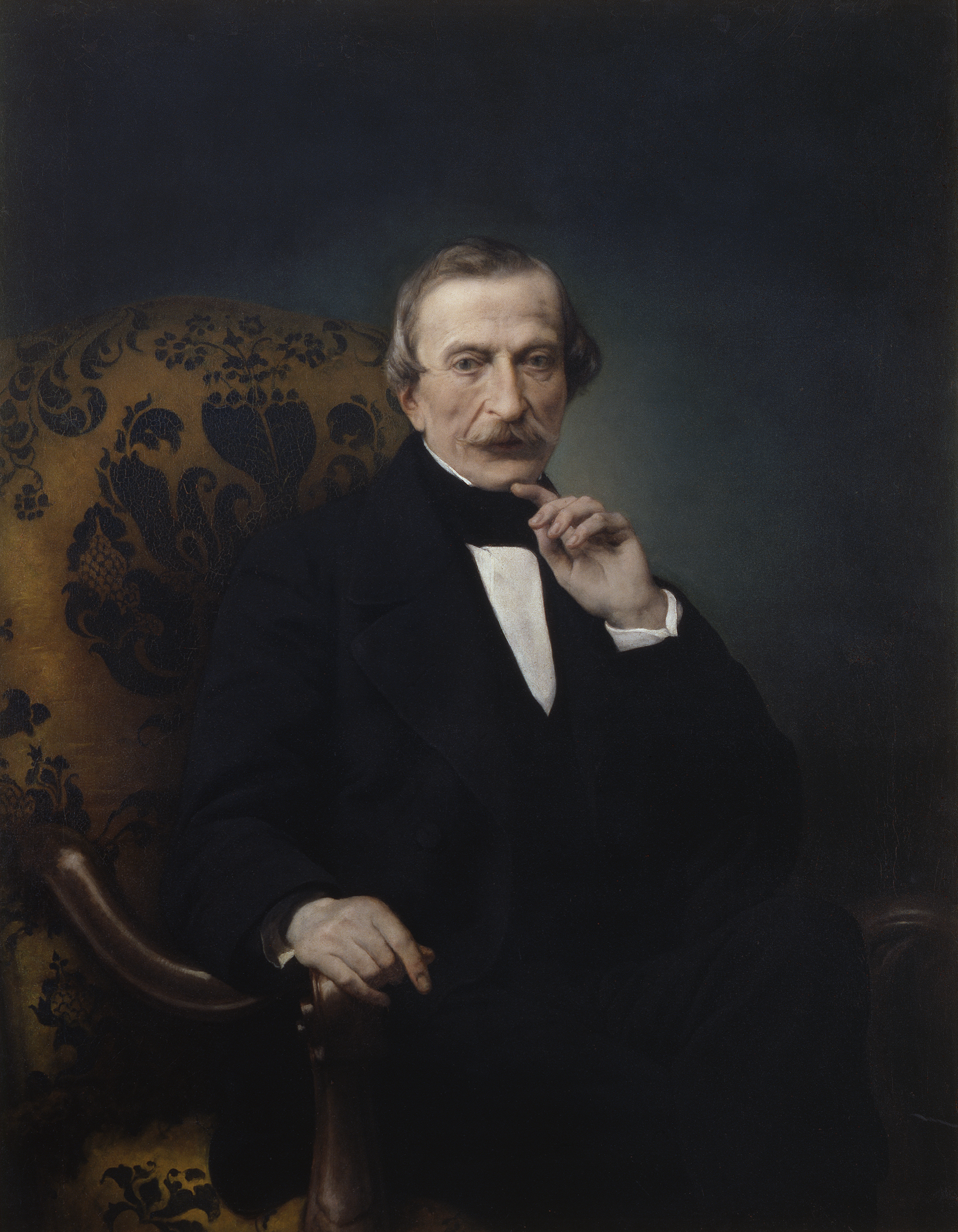
Massimo d’Azeglio, Porträt von Francesco Hayez (1860)

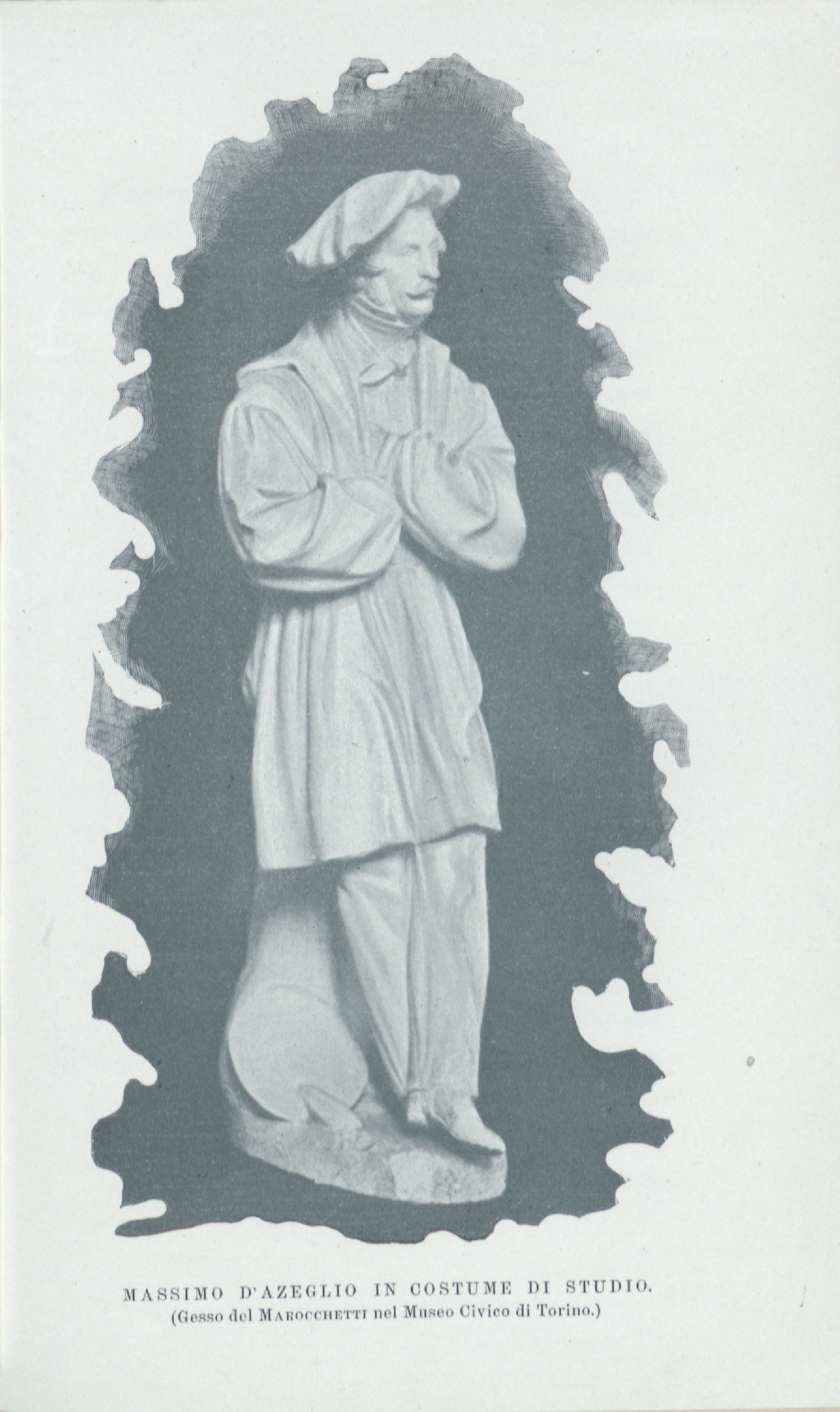
Massimo d’Azeglio (Museo Civico di Torino)

Massimo Taparelli d’Azeglio (Massimo Taparelli, Marchese d’Azeglio; * 24. Oktober 1798 in Turin; † 15. Januar 1866 ebenda) war ein italienischer Schriftsteller, Maler und Politiker.

## Leben
Massimo d’Azeglio war vor allem romantischer Schriftsteller in der Nachfolge Alessandro Manzonis und wurde durch historische Romane und romantisch inspirierte Gemälde bekannt. Er war mit einer von Manzonis Töchtern verheiratet.
Am Anfang seiner politischen Aktivität stand eine Reise, die er 1845 auf Veranlassung seines Vetters Cesare Balbo durch die Romagna unternahm, um sich dort über die Zustände des Landes zu informieren. In seinem Reisebericht, den er ein Jahr später veröffentlichte, kritisierte er die päpstlichen Verwaltungsbehörden, warnte aber vor einer Revolution und sprach sich für liberale Reformen aus. Nach dem Amtsantritt Papst Pius IX. hoffte er auf ein geeintes Italien unter dessen Vorherrschaft. 
Ende Mai 1848 zeichnete er sich als Oberst unter General Durando bei der Verteidigung von Vicenza aus. Am 10. Juni, als der Kampf am Monte Berico verloren ging, wurde er beim Rückzug am rechten Knie verwundet. Er entkam nach Ferrara, wo er vom Kardinalslegaten Luigi Ciacchi zwei Wochen unterstützt wurde, bevor er nach Bologna ging, wo er den ganzen Monat Juli verblieb. Im August 1848 erholte er sich in der Villa La Scala in Florenz. Ende November 1848 kehrte er nach Turin zurück, um sich an der Arbeit des Parlaments zu beteiligen. Am 10. Dezember erhielt er einen offiziellen Aufruf des Königs die Präsidentschaft des Rates des Königreichs Sardinien zu übernehmen, denn d’Azeglio jedoch zunächst ablehnte.
König Viktor Emanuel II. ernannte d’Azeglio am 7. Mai 1849 zum Ministerpräsidenten (Präsident des Ministerrates) des Königreiches Sardinien-Piemont und beauftragte ihn mit der Bildung eines Kabinetts. Seine Innenpolitik richtete sich auf den Aufbau eines liberalen Staatswesens, während er sich nach außen gegen die Ansprüche Österreichs auf Italien wehren musste. Nachdem er jedoch im Kabinett mit seinem Ministerkollegen Camillo Benso von Cavour in scharfe, auch persönliche Auseinandersetzungen geraten war, schied er am 4. November 1852 aus dem Kabinett aus und wandte sich bis 1859 verstärkt der Malerei zu. Erst kurz vor dem Vorfrieden von Villafranca wurde d’Azeglio wieder mit politischen Dingen beauftragt. Bei der Proklamation des italienischen Königs Vittorio Emanuele II. am 17. März 1861 soll d’Azeglio kommentiert haben „L’Italia è fatta; restano a fare gli Italiani“ (dt. Italien ist gemacht, was zu machen bleibt sind die Italiener). 
D’Azeglio übersiedelte in seinen letzten Lebensjahren nach Cannero am Lago Maggiore. Dort entstanden seine berühmten Memoiren (I miei ricordi).

## Werke
- 1833: Ettore Fieramosca, Novelle über den Söldnerführer Ettore Fieramosca; siehe auch Hector, Ritter ohne Furcht und Tadel
- 1841: Niccolò de Lapi. Niccolò de Lapi oder die Palleschi und die Piagnoni. Deutsch von Rudolph von Langenau.[2]
- 1846: Degli ultimi casi di Romagna
- 1867: I miei ricordi, Autobiografie